# Philodromus chamisis
Philodromus chamisis este o specie de păianjeni din genul Philodromus, familia Philodromidae, descrisă de Schick, 1965. Conform Catalogue of Life specia Philodromus chamisis nu are subspecii cunoscute.